# Tecmo
Tecmo K.K. (jap. テクモ株式会社, Tekumo kabushiki kaisha, engl. Tecmo, Ltd.) war ein 1967 als K.K. Tehkan (jap. 株式会社テーカン, Kabushiki-gaisha Tēkan, engl. Tehkan, Ltd.) gegründeter japanischer Spieleentwickler, der durch Spielereihen wie Ninja Gaiden und Dead or Alive bekannt wurde. 2009 fusionierte es mit dem japanischen Unternehmen Koei zu Koei Tecmo, seit 2011 wird der Name nur noch als Label genutzt.

## Geschichte

### Tehkan
Der Spieleentwickler Tecmo entstand aus der Zusammenlegung zweier Schwesterunternehmen, die zunächst vollkommen andere Geschäftsgebiete hatten. Die 1964 gegründete Imperial Trustee war auf Instandhaltung von Gebäuden spezialisiert, die am 31. Juli 1967 gegründete Nippon Yacht verwaltete Schiffsvermögen. Imperial Trustee erweiterte sein Geschäftsfeld 1969 auf Unterhaltungselektronik und Vergnügungseinrichtungen. 1977 benannte sich das Imperial Trustee in Tehkan um, Nippon Yacht 1982 in Tehkan Electronic. Im Januar 1986 nahm Tehkan den Handelsnamen Tecmo an und wurde 1987 mit Tehkan Electronic zusammengelegt, wobei Tecmo formal in Tehkan Electronic aufging. Das fusionierte Unternehmen übernahm jedoch den Handelsnamen Tecmo K.K.
Bereits 1981 erfolgte mit der U.S. Tehkan, Inc. eine Niederlassung in den USA. Das erste Arcade-Spiel, Pleiads, erschien im April 1981. Im 1984 erschienenen Arcade-Spiel Bomb Jack muss der Spieler als Jack Bomben einsammeln. Im selben Jahr erschien der Vertikal-Shooter Senjyo für MSX. Im Jahr 1985 veröffentlichte Tehkan zwei sehr erfolgreiche Spiele: Star Force für MSX und das Arcade-Spiel Tehkan World Cup. In dem Fußball-Spiel Tehkan World Cup können zwei Spieler gegen den Computer antreten. Die Spielfiguren wurden damals mit einem Trackball gesteuert. Im Jahr 1986 erschien die Umsetzung des Arcade-Klassikers Bomb Jack für Heimcomputer.

### Tecmo
Unter dem neuen Firmennamen erschien im Jahr 1986 das Action-Adventure Rygar für das Nintendo Entertainment System. Im darauffolgenden Jahr veröffentlichte Tecmo den ersten Teil der Ninja-Gaiden-Reihe für das Nintendo Entertainment System. In Ninja Gaiden steuert der Spieler den Ninja Ryu durch unzählige Levels, die an die asiatischen Mythen angelehnt sind. Im Jahr 1990 erschienen mehrere Tecmo-Spiele auf dem Nintendo Entertainment System. Mit Captain Tsubasa, dem offiziellen Lizenzspiel zur Anime-Serie, kam ein sehr erfolgreiches Spiel auf den japanischen Markt, das später noch durch zahlreiche Fortsetzungen ergänzt wurde. Im selben Jahr erschienen neben dem Fortsetzungstitel Ninja Gaiden II: The Dark Sword of Chaos auch zwei weitere Spiele, die eine Serie bildeten: Tecmo Bowl und Tecmo World Cup Soccer. Tecmo Bowl war ein American-Football-Spiel, das den Spieler durch Originallizenzen (12 Mannschaften) beeindruckte. Außerdem veröffentlichte Tecmo noch weitere Ableger der Tecmo-Sportspiele (Tecmo Baseball, Tecmo NBA Basketball, Tecmo World Wrestling) für das Nintendo Entertainment System.
Im Jahr 1991 erschienen die zwei Nachfolger Ninja Gaiden III: The Ancient Ship of Doom und Tecmo Super Bowl für das Nintendo Entertainment System. Fire 'n Ice, der Nachfolger zu dem Puzzle-Spiel Solomon's Key, war das letzte Spiel, das noch auf dem Nintendo Entertainment System erschien. In der Super-Nintendo-Ära erschienen hauptsächlich Nachfolger zu bekannten Spiele-Reihen (Captain Tsubasa 3/4/5, Tecmo Super Bowl, Tecmo Super Bowl und Tecmo Super NBA Basketball). Tecmo blieb seiner Strategie, hauptsächlich Fortsetzungen zu bekannten Spielen zu veröffentlichen, auch auf dem Sega Mega Drive (u. a. Tecmo Super Baseball) treu. 
Mitte der 1990er geriet das Unternehmen in finanzielle Schieflage und drohte in die Insolvenz abzugleiten. 1995 verzeichnete das Unternehmen Verluste in Höhe von umgerechnet 5,2 Millionen US-Dollar. In dieser Situation erhielt der Programmierer Tomonobu Itagaki den Auftrag und die Unterstützung des Firmenpräsidenten Nakamura, ein Spiel im Stile von Virtua Fighter zu entwickeln. Dieses erhielt zu diesem Zeitpunkt mit seiner 3D-Grafik große Aufmerksamkeit und entwickelte sich für Sega zu einem großen Erfolg. Retrospektiv bezeichnete Itagaki die Entscheidung als den Versuch, die Erfolgswelle eines anderen Spieles für ein eigenes Produkt zu nutzen. Daraus entstand das Konzept für das Beat ’em up Dead or Alive, das im November 1996 als Arcade-Automat in die Spielhallen kam und im Folgejahr von Itagakis neu gegründeter Entwicklungsabteilung Team Ninja auf den Sega Saturn portiert wurde. Der Titel war dabei auch eine Anspielung auf die wirtschaftliche Situation des Unternehmens, dessen Überleben den Verantwortlichen sprichwörtlich von dem Erfolg des Titels abhängig zu sein schien. Tecmo brachten damit als einer der ersten Spieleentwickler nach Sega eine spielerisch kompetente 3D-Konvertierung des Genres auf die Heimkonsolen, die mit einer einfachen Bedienung und filmartiger Inszenierung punkten konnte. Als originäre spielerische Idee wurde für das Spiel die Danger Zone geschaffen, die den Bereich der Kampfarenen begrenzt. Große Aufmerksamkeit rief vor allem die technische Funktion der wippenden Brüste der weiblichen Kämpferinnen hervor. Die sexualisierte Darstellung der weiblichen Kämpfer stellte auch in Folge immer wieder einen Streitpunkt in der Rezeption der Serie dar. Für Tecmo ging das Konzept auf und das Unternehmen konnte für das Geschäftsjahr 1996 unter anderem wegen des Erfolgs von Dead or Alive wieder einen Gewinn von umgerechnet 9,2 Millionen Dollar erzielen. Eine PlayStation-Version des Titels kam im März 1998 auf den Markt und Tecmo konnte sich mit den nachfolgenden Titel im Beat ’em up dauerhaft etablieren.
Am 17. November 1997 erschien das innovative Puzzle-Spiel Tecmo Stackers für die PlayStation. Tecmo Stackers vereinte das Spielprinzip von Tetris mit Capcoms Puzzle Fighter Turbo und war im Zweispielermodus mit dem Computer oder einem Gegner spielbar. Tecmo hatte sich die offizielle Lizenz zur Anime-Serie Monster Rancher gekauft und innerhalb der PlayStation-Ära einige Spiele (Monster Rancher 1/2, Monster Rancher Battle Card: Episode II, Monster Rancher Hop-A-Bout) veröffentlicht. Zudem entwickelte Tecmo ein Spiel, das in Japan unter dem Namen Gallop Racer bekannt war. Gallop Racer war der erste Teil der Pferderennen-Reihe, die sich innerhalb der nächsten Jahre in Japan etabliert hat.
Im Dezember 2000 erschien der Nachfolger Dead or Alive 2 für die PlayStation 2. Der Titel hatte große Bedeutung für das Unternehmen, da es sich in Vorbereitungen zum Börsengang an der Tokyo Stock Exchange befand und dafür gute Verkaufszahlen durch einen Launchtitel für die neue Sony-Spielkonsole benötigte. Die Veröffentlichung von Dead or Alive 2 brachte diese Erfolgsmeldung, führte aber auch zu ersten Brüchen im Verhältnis zu Team-Ninja-Leiter Tomonobu Itagaki. Itagaki beschwerte sich rückblickend, dass Tecmo aus seiner Sicht eine unfertige Fassung des Spiels veröffentlicht habe. Der Vertriebschef habe sich dazu unter falschem Vorwand ein Testmuster besorgt und ohne Absprache mit ihm ins Presswerk gegeben. Dieser Vertrauensbruch habe zu einer schweren dreimonatigen Depressivphase Itagakis geführt. Itagaki kehrte jedoch zurück und entwickelte die Erweiterung Dead or Alive 2: Hardcore für die PlayStation 2. Tecmo veröffentlichte auf der PlayStation 2 weitere Ableger der Monster Rancher und Gallop Racer-Serie. Im November 2002 erschien der Nachfolger zum NES-Klassiker Rygar unter dem Titel Rygar: The Legendary Adventure. Trotz positiver Kritiken konnte sich das Spiel kommerziell nicht durchsetzen. Im selben Jahr kam der erste Teil von Fatal Frame, einer Survival Action-Adventure-Reihe, auf den Markt. Die Fortsetzung Fatal Frame II: Crimson Butterfly erschien ein Jahr später für die PlayStation 2 und die Xbox.
Tecmo entwickelte sich in den letzten Jahren zu einem wichtigen Spielehersteller für die Xbox. Dead or Alive 3 war ihr erstes Spiel, das zum Launch der Xbox erhältlich war. Im Januar 2003 erschien das umstrittene Beachvolleyball-Spiel Dead or Alive Xtreme Beach Volleyball. Ninja Gaiden kam im März 2004 auf den Markt und war ein Remake vom NES-Klassiker aus dem Jahr 1988. Das Spiel erhielt zahlreiche Auszeichnungen und positive Wertungen der Fachpresse. Im Jahr 2005 erschienen drei weitere Spiele exklusiv für die Xbox: Dead or Alive Ultimate, GunGriffon: Allied Strike und Ninja Gaiden Black. Ninja Gaiden Black beinhaltet das Originalspiel und die Erweiterungen Ninja Gaiden Hurricane Pack sowie Ninja Gaiden Hurricane Pack: Volume 2. Im Geschäftsjahr 2005 wurde ein Umsatz von mehr als achtzig Millionen Euro erzielt.
Dead or Alive 4 sollte ursprünglich als Launchtitel für die Xbox 360 im November 2005 erscheinen, erschien wegen Verzögerungen jedoch erst zum Jahreswechsel 2005/2006. Das Spiel ist technisch an die Xbox 360 angepasst und bietet zahlreiche Neuerungen gegenüber den Vorgängern. Außerdem arbeitet Tecmo an den Fortsetzungen zu Dead or Alive Xtreme Beach Volleyball und Ninja Gaiden. 2006 waren etwa 380 Menschen im Unternehmen beschäftigt. Außerdem hat es drei Entwicklungsabteilungen namens Team Tachyon, Team Ninja und Lievo Studio.

### Fusion mit Koei

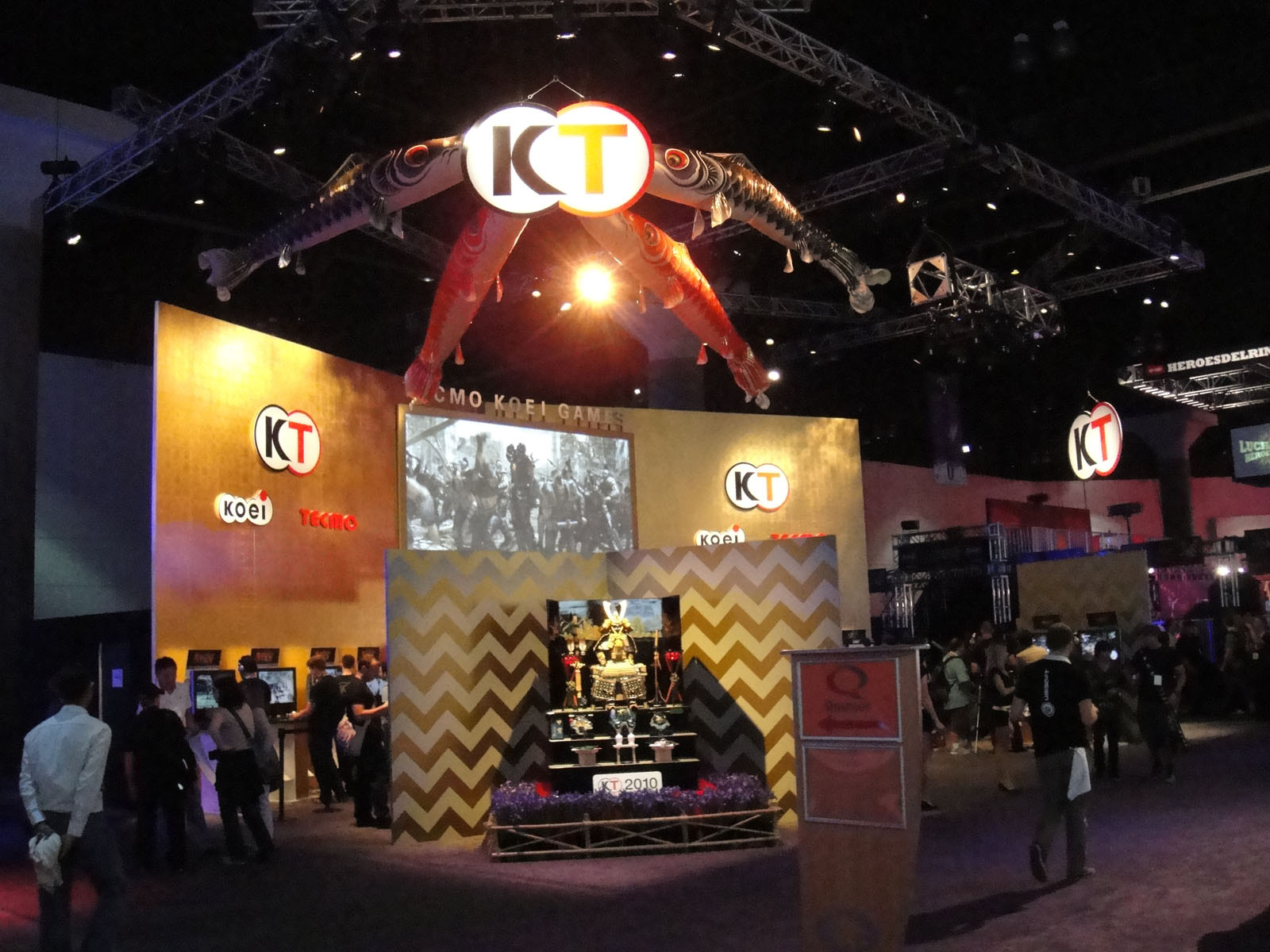
Messestand von Tecmo Koei Games auf der E3 2010

Im Juli 2008 kam es im Streit über Bonuszahlungen zur Trennung von Star-Designer Tomonobu Itagaki. Weitere Tecmo-Entwickler verklagten ihren Arbeitgeber wegen unbezahlter Überstunden. Die folgenden Monate waren von den juristischen Auseinandersetzungen, einem drastischen Verfall des Aktienkurses und dem Rücktritt des Firmenchefs Yoshimi Yasuda geprägt. Im August 2008 gab schließlich der japanische Publisher Square Enix ein Übernahmeangebot für Tecmo ab und bot rund 22,3 Milliarden Yen oder umgerechnet 205 Millionen US-Dollar für das angeschlagene Unternehmen. Tecmos Geschäftsführung lehnte das Angebot jedoch ab. Stattdessen wurden im September 2008 Übernahmegespräche mit dem bisherigen Mitbewerber Koei aufgenommen. Im November 2008 wurde der Zusammenschluss der beiden Unternehmen beschlossen. 
Die Fusion wurde am 1. April 2009 vollzogen, wodurch Tecmo zu einer Tochter der neuen Koei Tecmo Holdings (zunächst: Tecmo Koei Holding) wurde. Da Tecmos Name in den westlichen Märkten bekannter war, wurde dieser im neuen Unternehmensnamen zunächst vorangestellt. Technisch ging Tecmo jedoch in Koei auf. Die bisherigen Koei-Anteilseigner hielten nach Abschluss 3/4 der Anteile an der neuen Holding und auch die Firmenleitung ging an den bisherigen Koei-Chef Kenji Matsubara. Zur Betreuung der bisherigen Tecmo-Marken wurde ein neues Tochterunternehmen gegründet. 2011 folgte die endgültige Auflösung als eigenständige Entität und der Konzernname wurde in Koei Tecmo abgewandelt. Seither dient Tecmo alleinstehend nur noch als Markenlabel des Konzerns.

## Spiele

### Entwickelt von Tehkan
- 1981: Pleiads (Arcade)
- 1984: Bomb Jack (Arcade)
- 1984: Senjyo (MSX)
- 1985: Star Force (MSX)
- 1985: Tekhan World Cup (Arcade)
- 1986: Bomb Jack (Amiga, Amstrad CPC, Atari ST, Commodore 64, ZX Spectrum)

### Entwickelt von Tecmo
- 1986: Solomon's Key (Nintendo Entertainment System)
- 1987: Rygar (Nintendo Entertainment System)
- 1988: Ninja Gaiden (Arcade, Nintendo Entertainment System)
- 1989: Tecmo World Wrestling (Nintendo Entertainment System)
- 1990: Captain Tsubasa II (Nintendo Entertainment System)
- 1990: Ninja Gaiden II: The Dark Sword of Chaos (Nintendo Entertainment System)
- 1990: Tecmo Bowl (Nintendo Entertainment System)
- 1990: Tecmo World Cup Soccer (Nintendo Entertainment System)
- 1991: Ninja Gaiden III: The Ancient Ship of Doom (Nintendo Entertainment System)
- 1991: Tecmo Super Bowl (Nintendo Entertainment System)
- 1992: Fire 'N Ice (Nintendo Entertainment System)
- 1992: Captain Tsubasa 3 (Super Nintendo)
- 1992: Shadow Warriors (Game Boy)
- 1992: Tecmo Cup Football Game (Sega Mega Drive)
- 1993: Captain Tsubasa 4 (Super Nintendo)
- 1993: Secret of the Stars (Super Nintendo)
- 1993: Tecmo Super Bowl (Super Nintendo)
- 1994: Captain Tsubasa 5 (Super Nintendo)
- 1994: Tecmo Super NBA Basketball (Sega Mega Drive)
- 1995: Turf Hero (Super Nintendo)
- 1997: Dead or Alive (Sega Saturn, Arcade)
- 1997: Tecmo Stackers (PlayStation)
- 1998: Dead or Alive (PlayStation)
- 2000: Dead or Alive 2 (Dreamcast, PlayStation 2)
- 2000: Dead or Alive 2: Hardcore (PlayStation 2)
- 2001: Dead or Alive 3 (Xbox)
- 2002: Project Zero (PlayStation 2, Xbox)
- 2002: Rygar: The Legendary Adventure (PlayStation 2)
- 2003: Dead or Alive Xtreme Beach Volleyball (Xbox)
- 2004: Project Zero II: Crimson Butterfly (PlayStation 2, Xbox)
- 2004: Ninja Gaiden (Xbox)
- 2005: Dead or Alive Ultimate (Xbox)
- 2005: GunGriffon: Allied Strike (Xbox)
- 2005: Ninja Gaiden Black (Xbox)
- 2005: Dead or Alive 4 (Xbox 360)
- 2005: Tokobot (PlayStation Portable)
- 2006: Project Zero 3: The Tormented (PlayStation 2)
- 2006: Dead or Alive Xtreme 2 (Xbox 360)
- 2006: T(R)APT (PlayStation 2)
- 2006: Tokobot Plus: Mysteries of the Karakuri (PlayStation 2)
- 2007: Ninja Gaiden Sigma (PlayStation 3)
- 2008: Ninja Gaiden 2
- 2009: Rygar: The Battle of Argus
- 2009: Annie's Wild Shot (iPhone)
- 2011: Quantum Theory
- 2012: Project Zero 2: Wii Edition
- 2014: Project Zero V: Oracle of the Sodden Raven (Wii U)
- 2016: Dead or Alive Xtreme 3 (PS4)

### Veröffentlicht von Tecmo
- 2008: SPRay

### Ausgelagerte Tecmo-Spiele
- 2008: Fatal Frame IV (von Grasshopper entwickelt; von Nintendo veröffentlicht)